# 홍콩으로 가는 길
홍콩으로 가는 길(The Road To Hong Kong)은 미국에서 제작된 노먼 파나마 감독의 1962년 영화이다. 빙 크로스비 등이 주연으로 출연하였고 멜빈 프랭크 등이 제작에 참여하였다.

## 출연

### 주연
- 빙 크로스비
- 밥 호프

### 조연
- 조안 콜린스
- 로버트 몰리
- 월터 고텔
- 펠릭스 아일머
- 앨런 기퍼드
- 카티아 더글러스
- 로저 델가도
- 로버트 에이리스
- 이본느 시마
- 도로시 라무어
- 자자 가보

## 제작진
- 협력프로듀서: 윌리엄 커비
- 미술: 로저 K. 퍼스
- 세트: 모리스 파울러
- 의상: 안소니 멘들슨
- 배역: 샐리 니콜